# キバラハコヨコクビガメ
キバラハコヨコクビガメ（Pelusios castanoides）は、爬虫綱カメ目アフリカヨコクビガメ科ハコヨコクビガメ属に分類されるカメ。

## 分布
P. c. castanoides アフリカキバラハコヨコクビガメ
ケニア南部、スワジランド、タンザニア東部、マダガスカル、マラウイ、南アフリカ共和国北東部、モザンビーク
模式標本の産地（模式産地）はクワズール地方（南アフリカ共和国）。
P. c. intergularis セーシェルキバラハコヨコクビガメ
セーシェル（セーシェル諸島）固有亜種

## 形態
最大甲長23センチメートル。背甲はやや盛り上がり、上から見ると第8縁甲板で最も幅が広くなるやや細長い卵型。第1-5椎甲板にはあまり発達しない筋状の盛りあがり（キール）があるが、不明瞭で背甲前方では成長に伴い消失する。縁甲板の外縁は尖らない。種小名castanoidesは「栗色の」の意。一方で背甲の色彩は黄色や黄褐色、褐色、暗褐色、黒などと個体変異が大きく、濃淡が強く斑紋状になる個体もいる。
腹甲は腹甲板と股甲板の継ぎ目（シーム）でわずかに括れるかほとんど括れない。間喉甲板は細長くやや小型で、横幅は左右の腹甲板と股甲板のシームの長さの0.25倍以下、縦幅は横幅の1.35-1.7倍。左右の肛甲板の間に深い切れこみが入る。腹甲の色彩は淡黄色や黄褐色で、シームや外縁は暗褐色や黒い個体もいるが明色部の割合が非常に大きい。
頭部はやや大型。吻端はあまり突出せず、上顎の先端はわずかに凹みその両脇がわずかに突出する。下顎には小さい髭状突起が2本ある。頭部の色彩は褐色や濃暗黄色で、暗褐色の細かい虫食い状の暗色斑が入る個体や頭部全体に斑紋が入り暗褐色になる個体もいる。喉や頸部腹面の色彩は淡黄色、頸部背面や四肢、尾の色彩は濃黄色や褐色。
卵は長径3-3.3センチメートル、短径が2.15-2.3センチメートル。
オスは左右の肛甲板の間の切れ込みが深く、開口部の角度が大きい。尾が太くて長く、尾をまっすぐに伸ばした状態では総排泄口全体が背甲の外側に位置する。
メスはオスに比べると背甲が幅広く甲高が高く、股甲板が外側へ突出する。左右の肛甲板の間の切れ込みが浅く、開口部の角度が小さい。幼体やメスの成体は尾が細いうえに短く、尾をまっすぐに伸ばしても総排泄口の大部分が背甲よりも内側にある。
P. c. intergularis アフリカキバラハコヨコクビガメ
最大甲長23センチメートル。背甲の色彩は変異が大きい。間喉甲板は細長い楔形。
P. c. intergularis セーシェルキバラハコヨコクビガメ
最大甲長20センチメートル。背甲の色彩は暗褐色や黒で、黄色や褐色の斑紋が入る。間喉甲板はやや大型で、五角形。

## 分類
マダガスカルに分布する個体群が、クリイロハコヨコクビガメの亜種として記載された事もある。
- Pelusios castanoides castanoides Hewitt, 1931 アフリカキバラハコヨコクビガメ East African yellow-bellied mud turtle
- Pelusios castanoides intergularis Bour, 1983 セーシェルキバラハコヨコクビガメ Seychelles yellow-bellied mud turtle

## 生態
池沼、湿地、水路などに生息し、底質が泥の環境を好む。夜行性。乾季に水場が干上がると泥の中に潜り休眠する。
食性は雑食で、甲殻類、巻貝、水生植物などを食べる。
繁殖形態は卵生。南アフリカ共和国の個体群は夏季に繁殖するとされる。飼育下では9月に1回に25個の卵を産んだ例がある。

## 人間との関係
亜種セーシェルキバラハコヨコクビガメは開発による生息地の破壊、水質汚染により生息数が激減した。飼育下での繁殖プログラムが進められている。亜種セーシェルキバラハコヨコクビガメの1990年代半ばにおける生息数は300-350匹と推定されている。
P. c. intergularis セーシェルキバラハコヨコクビガメ
CRITICALLY ENDANGERED (IUCN Red List Ver. 3.1 (2001))
ペットとして飼育されることがあり、日本にも輸入されている。流通はまれ。